# Ernst Meyer (neurologo)
Ernst Meyer (Gottinga, 10 maggio 1871 – Königsberg, 3 dicembre 1931) è stato un neurologo e psichiatra tedesco.
Docente d'università a Königsberg, si occupò di alcolismo, demenza e psicosi.

## Pubblicazioni
- Psychiatrie, 1917
- Krankheiten des Gehirns und verlängerten Marks, 1921